# بنزو سيكلو بيوتين
البنزو سيكلو بيوتين (BCB) هو أبسط الهيدروكربونات الحلقية المتعددة الحلقات، حيث أنه يتكون من البنزين (حلقة) مدمج مع حلقة سيكلو بيوتين. وله الصيغة C8H6 وله رقم CAS بالقيمة 4026-23-7.
ويستخدم BCB بكثرة لإنتاج البوليمرات الحساسة للضوء، البوليمرات العازلة كهربيا المبنية على BCB يمكن أن تغزل على مواد متعددة للاستخدام في الأنظمة الكهربية الميكانيكية الدقيقة (Micro Electro-Mechanical Systems MEMS) والإلكترونيات الدقيقة. والتطبيقات تتضمن ربط الرقائق، العوازل الكهربية المنخفضة في قيمة K .